# Rawe
Rawe is een bestuurslaag in het regentschap Aceh Tengah van de provincie Atjeh, Indonesië. Rawe telt 323 inwoners (volkstelling 2010).